# Frontinella communis
Frontinella communis (junior synoniem: Frontinella pyramitela) là một loài nhện trong họ Linyphiidae.
Loài này thuộc chi Frontinella. Frontinella communis được Nicholas Marcellus Hentz miêu tả năm 1850.

## Hình ảnh

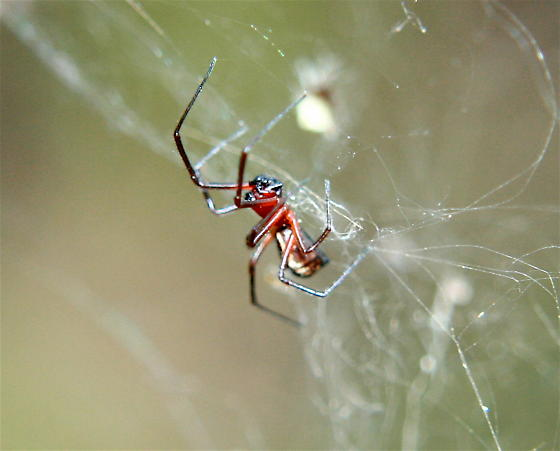
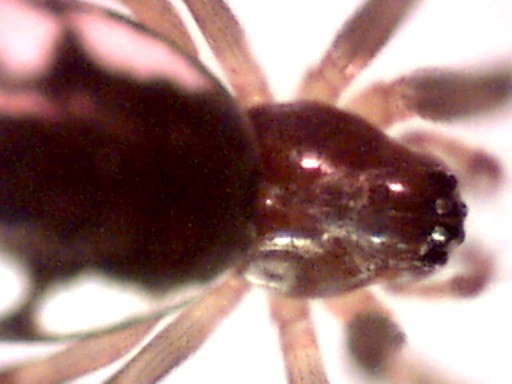